# Protographium anaxilaus
Protographium anaxilaus är en fjärilsart som först beskrevs av Felder 1865.  Protographium anaxilaus ingår i släktet Protographium och familjen riddarfjärilar.
Artens utbredningsområde är Colombia. Inga underarter finns listade i Catalogue of Life.